# Ляхов, Владимир Иванович
Владимир Иванович Ляхов (22 июля 1919, Суджа — сентябрь 1990, Ленинград) — советский актёр театра и кино, народный артист РСФСР.

## Биография
Родился в 1919 году в Судже Курской губернии. Учился в Киевском институте театрального искусства имени Карпенко-Карого. Однако, после начала Великой Отечественной войны ушёл добровольцем на фронт, воевал в танковых войсках.
В 1949 году окончил Ленинградский театральный институт имени А. Н. Островского (курс О. И. Альшиц).
С 1950 года работал в Малом драматическом театре, затем в Театре миниатюр А. Райкина. В 1987—1990 годах играл в Ленинградском театре имени Ленинского комсомола.
Затем долгие годы являлся ведущим актёром Ленинградского театра драмы и комедии на Литейном.
Умер 14 сентября 1990 года. Похоронен в Екатеринбурге на Широкореченском кладбище.

### Семья
- Жена — актриса Нина Яковлевна Мазаева (27 декабря 1921— 15 мая 2022), заслуженная артистка РСФСР[1].

## Награды и премии
- Заслуженный артист РСФСР (1969).
- Народный артист РСФСР (31.08.1976).
- Орден Отечественной войны II степени (1985).

## Работы в театре
- «Фронт» — Горлов
- «Не стреляйте в белых лебедей» по роману Бориса Васильева — Фёдор

### Ленинградский театр имени Ленинского комсомола
- «Тамада» А. Галина (1987, постановка Г. Егорова, режиссёры И. Стручкова, В. Тыкке) — Волобуев
- «Незабываемый диалог» Г. Горбовицкого (1988, постановка Г. Егорова, режиссёр И. Панина) — Г. В. Плеханов
- «Ветер пепел с олимпа принёс» Э. Ветемаа (1989, постановка Геннадия Егорова, режиссёр Сергей Ражук) — Юлепалу
- «Процесс» Э. Манна по сценарию фильма «Нюрнбергский процесс» (1987, постановка Г. Егорова, режиссёр В. Ветрогонов) — судья Хейвуд

## Фильмография
1. 1951 — Белинский — Андрей Сергеевич (нет в титрах)
2. 1965 — Сказка (телеспектакль) — Иван Анисимович, директор геологического института
3. 1967 — Браслет-2 — комиссар
4. 1967 — Жизнь Матвея Кожемякина (телеспектакль) — Тиунов
5. 1974 — Врача вызывали? — врач
6. 1975 — Прошу слова — Данилов, начальник СМУ
7. 1980 — В поте лица своего (телеспектакль) — Крамаренко старший
8. 1981 — Это было за Нарвской заставой — дедушка Кати
9. 1988 — Ленин и Плеханов (документальный фильм) — Г. В. Плеханов